# Анизол
Анизо́л (метоксибензол, метилфениловый эфир) C6H5OCH3 — метиловый эфир фенола, органическое вещество, относится к простым эфирам.

## Получение
В промышленности анизол получают взаимодействием фенолята натрия с метилсульфатом натрия:
{\displaystyle {\mathsf {C_{6}H_{5}ONa+CH_{3}OSO_{2}ONa\ {\xrightarrow {\ \ \ }}\ C_{6}H_{5}OCH_{3}+Na_{2}SO_{4}}}}
Взаимодействием фенола и метанола:
{\displaystyle {\mathsf {C_{6}H_{5}OH+CH_{3}OH\ {\xrightarrow {175-225^{o}C,\ Al_{2}O_{3}}}\ C_{6}H_{5}OCH_{3}+H_{2}O}}}
Также можно получить анизол при взаимодействии фенолята натрия с хлористым метилом:
{\displaystyle {\mathsf {C_{6}H_{5}ONa+CH_{3}Cl\rightarrow C_{6}H_{5}OCH_{3}+NaCl}}}
В лабораторных условиях анизол получают взаимодействием фенола и диметилсульфата в водно-щелочной среде:
{\displaystyle {\mathsf {C_{6}H_{5}OH+(CH_{3}O)_{2}SO_{2}{\xrightarrow {100^{o}C,\ OH^{-}}}\ C_{6}H_{5}OCH_{3}+H_{2}SO_{4}}}}

## Физические свойства
Анизол — бесцветная жидкость с приятным запахом. Легко растворим в этаноле, диэтиловом эфире, бензоле. Плохо растворим в воде (0,15 г/100 г воды).

## Химические свойства
- Анизол, как и все простые эфиры, устойчив и гидролизуется только при особых условиях:

{\displaystyle {\mathsf {C_{6}H_{5}OCH_{3}+H_{2}O{\xrightarrow {100^{o}C,CH_{3}COOH,HBr}}C_{6}H_{5}OH+CH_{3}OH}}}
{\displaystyle {\mathsf {C_{6}H_{5}OCH_{3}+H_{2}O{\xrightarrow {120^{o}C,Al_{2}O_{3}}}C_{6}H_{5}OH+CH_{3}OH}}}
- При действии хлора на анизол образуется смесь 4-хлор- (пара-), 2,4-дихлор- и 2,4,6-трихлоранизолов.
- При хлорировании с помощью PCl5 образуется только 4-хлоранизол.

## Применение
Анизол используется как растворитель и как промежуточный продукт в производстве красителей, лекарств и душистых веществ.

## Токсические свойства
Слаботоксичен, ЛД50 3,5÷4 г/кг (крысы, подкожно) и 10 г/кг (крысы, внутрижелудочно). Оказывает очень слабое раздражение кожи.

## Безопасность
Температура вспышки  анизола 41 °C, температура самовоспламенения 485 °C, КПВ 0,34÷6,3%.